# Faerieworlds

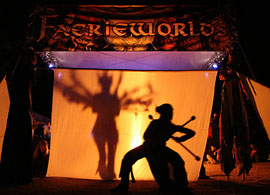

Le festival Faerieworlds est un festival musical et artistique annuel se déroulant dans l'Oregon. Le thème principal du festival est le « royaume des fées ». Le festival de 2017 se déroulera du 25 au 27 août à Horning's Hideout à Portland, en Oregon.

## Évènements
Le festival reçoit des artistes et des écrivains de renommée mondiale, des musiciens récompensés aux Grammy Awards ainsi que des artisans, dont le travail est en rapport avec le folklore, en particulier le monde des fées. Faerieworlds fut créé par Emilio et Kelly Miller-Lopez du groupe de musique « Woodland », et par Robert Gould de la société Imaginosis. Le festival expose les travaux de Brian Froud et sa femme Wendy, dont les livres à succès sur les fées et les concepts artistiques créés avec Jim Henson ont une portée internationale.
Contrairement à d'autres festivals sur les fées et la renaissance, les concerts sur la scène principale de Faerieworlds se prolongent jusque dans la nuit, et comprennent des spectacles de son et lumière lié aux œuvres de Brian Froud. La clôture des festivals Faerieworlds est souvent l'occasion d'assister à des danses réalisées par des troupes du monde entier.

## Lieux
Depuis leur création, les festivals de Faerieworlds se sont déroulés dans l'ouest des États-Unis, à Sedona, Prescott, Santa Fe, Los Angeles, puis dans l'Oregon, d'abord à North Plains, puis, de 2005 à 2008 à Veneta, et depuis 2009 à l'arboretum de Mount Pisgah, en raison du nombre croissant de visiteurs.

## Artistes
Les scènes principales ont vu défiler des groupes comme Rasputina, John Renbourn ou Qntal, et des artistes ou auteurs parmi lesquels Brian Froud, Tony DiTerlizzi et Terri Windling. En plus de tous les autres artistes venus du monde entier, les festivals incluent un « village » où des artisans renommés vendent leurs créations.

## Impact
Chaque année, le festival Faerieworlds est reconnue d'utilité publique, ce qui lui permet de récolter des dons. Parmi les bénéficiaires des années passées, figurent des organisations environnementales, des écoles Waldorf et des Charter Schools. Faerieworlds se distingue des autres festivals par sa nature écologique : utilisation de matériaux recyclés, compost, vendeurs de nourriture biologique et végétarienne.

## FaerieCon
Les créateurs de Faerieworlds organisent depuis 2007 le festival « FaerieCon International », cette fois sur la côte atlantique : Philadelphie (au Pennsylvania Convention Center) les deux premières années, puis à Baltimore depuis 2009. Parmi les invités figurent Brian Froud, Kinuko Y. Craft, Charles Vess, Holly Black et Ellen Kushner.